# 囲碁 (雑誌)
囲碁（いご）は、日本の囲碁の月刊誌。題字は「圍碁」を使っている。1951年7月に青桐社から創刊。1954年6月に誠文堂新光社に移籍。毎月5日発売。判型はB5判。
棋戦の棋譜紹介や、アマチュア向け講座の他に、アマプロ対抗戦などの独自企画を掲載していた。初代編集長は岩谷泉。
部数低迷のため、2012年4月5日発売の同年5月号(通巻737号)をもって休刊することとなった。

## 主な記事、企画
- 「置碁検討録」1951-75年 前田陳爾による連載。
- 「馬暁春 機略縦横 私の布石戦略」1995-1997年 中国の馬暁春による自戦解説。
- 「芮廼偉九段VSプロ精鋭」1996年 来日中の芮廼偉九段と日本のプロ棋士5名（結城聡、小松英樹、山城宏、森山直棋、宮沢吾朗）と各三番勝負を行った。
- ケン・コーポレーション協賛企画 2001年からケンコーポレーション協賛による棋戦を実施
  - 「坂井秀至・試練の12番勝負」2001年 アマチュア時代の坂井秀至による対局。
  - 「新鋭プロVSアマ強豪打込み12番勝負」 2006-07年 若手プロとアマチュアによる一番手直りによる打込み手合い。
  - 「女流プロVSアマ精鋭打込み12番勝負」2008年 女流プロとアマチュアによる一番手直りによる打込み手合い。
  - 「ワールドケンカップ プロアマオープントーナメント」2011年、若手プロ5名とアマチュア7名によるトーナメント戦。

- 付録「名局細解」1957年- 毎号1局の棋譜を冊子1冊（96ページ程度）で解説する。毎年1年分12冊を箱入りにして購入可能にもなる。他に棋士ごとに4局を分をまとめた単行本もある。